# 安島英一
安島 英一（あじまえいいち、明治19年（1886年）2月25日 - 没年不詳）は、大正時代から昭和にかけての官吏。家系は安島氏。父は茨城県士族・安島亀松。
生まれは茨城県水戸市幸町で東茨城郡吉田村大字吉田に住む。明治35年（1902年）4月、茨城県雇に任ぜられ、土木課に勤務する。大正元年（1912年）10月、技手補となる。同4年（1915年）北相馬郡書記に任官。次いで大正12年（1923年）西茨城郡に赴任し首席郡書記となる。15年（1926年）、郡役所廃止により県属に転官した。その後、茨城県水戸税務出張所長となり、県書記、県税検査員を兼ねる。